# Buck Owens
Buck Owens (ur. 12 sierpnia 1929, zm. 25 marca 2006) – amerykański lider zespołu The Buckaroos, piosenkarz country i gitarzysta.

## Wyróżnienia
Posiada swoją gwiazdę na Hollywoodzkiej Alei Gwiazd.